# هوانگ سوی
هوانگ سوی (انگلیسی: Huang Sui؛ زادهٔ ۸ ژانویهٔ ۱۹۸۲) بدمینتون‌باز اهل چین است.